# Croazia ai XXIII Giochi olimpici invernali
La Croazia ha partecipato ai XXIII Giochi olimpici invernali, che si sono svolti dal 9 al 28 febbraio 2018 a Pyeongchang in Corea del Sud, con una delegazione composta da 19 atleti, di cui 7 donne e 12 uomini.

## Bob
La Croazia ha qualificato nel bob due equipaggi: uno nel bob a due maschile e uno nel bob a quattro per un totale di quattro atleti.
| Gara                   | Equipaggio                                               | 1ª manche | 2ª manche | 3ª manche | 4ª manche       | Totale  | Posizione |
| ---------------------- | -------------------------------------------------------- | --------- | --------- | --------- | --------------- | ------- | --------- |
| Bob a due maschile     | Dražen Silić Benedikt Nikpalj                            | 50"76     | 50"91     | 50"99     | Non qualificati | 2'32"66 | 30        |
| Bob a quattro maschile | Dražen Silić Benedikt Nikpalj Mate Mezulić Antonio Zelić | 50"18     | 50"64     | 50"63     | Non qualificati | 2'31"45 | 28        |

## Sci alpino

### Uomini
| Gara            | Atleta           | Tempo              | Tempo              | Tempo              | Posizione |
| Gara            | Atleta           | 1ª manche          | 2ª manche          | Totale             | Posizione |
| --------------- | ---------------- | ------------------ | ------------------ | ------------------ | --------- |
| Slalom speciale | Elias Kolega     | 51"18              | 50"94              | 1'42"12            | 23º       |
| Slalom speciale | Istok Rodeš      | 49"60              | 51"81              | 1'41"41            | 21º       |
| Slalom speciale | Matej Vidović    | DNF                | DNF                | DNF                | DNF       |
| Slalom speciale | Filip Zubčić     | DNF                | DNF                | DNF                | DNF       |
| Slalom gigante  | Samuel Kolega    | 1'14"61            | 1'14"13            | 2'28"74            | 37º       |
| Slalom gigante  | Filip Zubčić     | 1'10"95            | 1'10"89            | 2'21"84            | 24º       |
| Combinata       | Natko Zrnčić-Dim | 1'22"07            | 48"48              | 2'10"55            | 19º       |
| Combinata       | Filip Zubčić     | 1'21"54            | 48"06              | 2'09"60            | 12º       |
| Gara            | Atleta           | Tempo unica manche | Tempo unica manche | Tempo unica manche | Posizione |
| Supergigante    | Natko Zrnčić-Dim | 1'27"05            | 1'27"05            | 1'27"05            | 29º       |
| Supergigante    | Filip Zubčić     | DNF                | DNF                | DNF                | DNF       |
| Discesa libera  | Natko Zrnčić-Dim | DNS                | DNS                | DNS                | DNS       |

### Donne
| Gara            | Atleta        | Tempo     | Tempo     | Tempo   | Posizione |
| Gara            | Atleta        | 1ª manche | 2ª manche | Totale  | Posizione |
| --------------- | ------------- | --------- | --------- | ------- | --------- |
| Slalom speciale | Andrea Komšić | 53"41     | 52"85     | 1'46"26 | 31ª       |
| Slalom speciale | Ida Štimac    | 54"14     | DNF       | DNF     | DNF       |
| Slalom gigante  | Andrea Komšić | 1'15"54   | 1'12"96   | 2'28"50 | 32ª       |
| Slalom gigante  | Leona Popović | DNF       | DNF       | DNF     | DNF       |
| Slalom gigante  | Ida Štimac    | 1'16"86   | 1'14"32   | 2'31"18 | 34ª       |
| Slalom gigante  | Lana Zbašnik  | DNS       | DNS       | DNS     | DNS       |

## Sci di fondo

### Uomini
| Evento               | Atleta            | Qualificazioni | Qualificazioni | Quarti di finale | Quarti di finale | Semifinali      | Semifinali      | Finale          | Finale          |
| Evento               | Atleta            | Tempo          | Pos.           | Tempo            | Pos.             | Tempo           | Pos.            | Tempo           | Pos.            |
| -------------------- | ----------------- | -------------- | -------------- | ---------------- | ---------------- | --------------- | --------------- | --------------- | --------------- |
| Sprint               | Edi Dadić         | 3'23"17        | 69º            | Non qualificato  | Non qualificato  | Non qualificato | Non qualificato | Non qualificato | Non qualificato |
| Evento               | Atleta            | Tempo          | Tempo          | Tempo            | Distacco         | Distacco        | Distacco        | Posizione       | Posizione       |
| 15 km tecnica libera | Krešimir Crnković | 36'44"7        | 36'44"7        | 36'44"7          | +3'00"8          | +3'00"8         | +3'00"8         | 47º             | 47º             |
| 15 km tecnica libera | Edi Dadić         | 36'57"2        | 36'57"2        | 36'57"2          | +3'13"3          | +3'13"3         | +3'13"3         | 53º             | 53º             |
| Skiathlon            | Krešimir Crnković | 1h23'26"9      | 1h23'26"9      | 1h23'26"9        | +7'06"9          | +7'06"9         | +7'06"9         | 53º             | 53º             |
| Skiathlon            | Edi Dadić         | DNF            | DNF            | DNF              | DNF              | DNF             | DNF             | DNF             | DNF             |

### Donne
| Evento               | Atleta            | Qualificazioni | Qualificazioni | Quarti di finale | Quarti di finale | Semifinali      | Semifinali      | Finale          | Finale          |
| Evento               | Atleta            | Tempo          | Pos.           | Tempo            | Pos.             | Tempo           | Pos.            | Tempo           | Pos.            |
| -------------------- | ----------------- | -------------- | -------------- | ---------------- | ---------------- | --------------- | --------------- | --------------- | --------------- |
| Sprint               | Vedrana Malec     | 3'54"76        | 64ª            | Non qualificata  | Non qualificata  | Non qualificata | Non qualificata | Non qualificata | Non qualificata |
| Sprint               | Gabrijela Skender | 3'56"23        | 65ª            | Non qualificata  | Non qualificata  | Non qualificata | Non qualificata | Non qualificata | Non qualificata |
| Evento               | Atleta            | Tempo          | Tempo          | Tempo            | Distacco         | Distacco        | Distacco        | Posizione       | Posizione       |
| 10 km tecnica libera | Vedrana Malec     | 30'20"3        | 30'20"3        | 30'20"3          | +5'19"8          | +5'19"8         | +5'19"8         | 71ª             | 71ª             |

## Slittino
La Croazia non aveva qualificato atleti nello slittino. Successivamente la Federazione Internazionale Slittino ha destinato un ulteriore posto nel singolo femminile, resosi vacante dopo la rinuncia da parte della Svizzera per una quota.
| Gara              | Atleta        | 1ª manche | 2ª manche | 3ª manche | 4ª manche       | Totale   | Posizione |
| ----------------- | ------------- | --------- | --------- | --------- | --------------- | -------- | --------- |
| Singolo femminile | Daria Obratov | 48"615    | 48"252    | 48"686    | Non qualificata | 2'25"553 | 27ª       |